# Amphore de Baratti

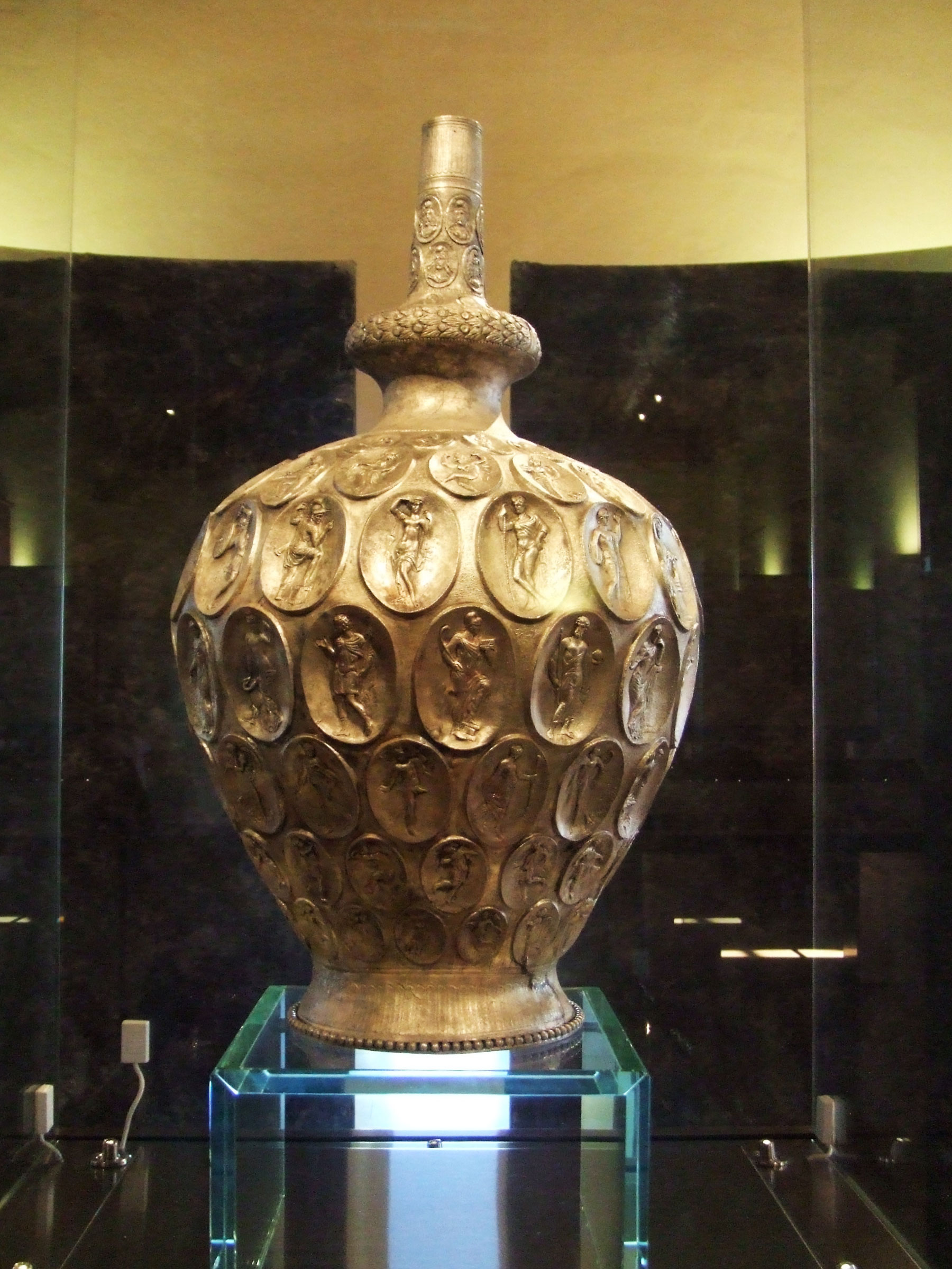
Amphore de Baratti

Amphore de Baratti est le nom donné (pour sa forme) à un grand vase d'argent datant du IVe siècle, découvert en mars 1968 dans la mer entre le port de Baratti et  San Vincenzo.
Chef-d'œuvre antique tardif d'orfèvrerie, elle est conservée au Musée archéologique du territoire de Populonia après avoir été exposée au musée archéologique de Florence.

## Description
Le vase issu d'une forme cylindrique (martelée ensuite en forme d'amphore) a été réalisé avec un argent quasi pur (94-96 %) ; il a une hauteur de  61,5 cm, un diamètre maximal de 35,45 cm,  un poids de  7,563 kg, et sa contenance est de 22 litres (de vin).
Sa provenance est probablement Antioche en Syrie, centre principal de production, à cette époque, des travaux de l'argenterie artistique.
Ses deux anses perdues sont facilement repérables par leurs points d'attache encore visibles.
Sa particularité réside dans le fait de sa décoration antique tardive, avec 132 ovales décorés de figures en bas-relief représentant en particulier la déesse Cybèle, et qui révèle ainsi la persistance du paganisme quatre siècles après l'avènement du christianisme.
D'autres figures féminines et masculines issues de la mythologie classique (Zeus, Héra, Aphrodite, Athéna, Apollon, Arès, Attis, Dionysos) sont présentes et elles attestent d'un  système décoratif entier tournant autour du mythe de Pâris mais d'autres thèmes  renvoient à un syncrétisme culturel et religieux typique de la fin de l'Antiquité.

## Source partielle
- (it) Cet article est partiellement ou en totalité issu de l’article de Wikipédia en italien intitulé « Anfora di Baratti » (voir la liste des auteurs).